# Ludwig Reichert (Politiker, 1894)
Ludwig Reichert (* 29. März 1894 in Kaiserslautern; † 6. Dezember 1957 in Ludwigshafen am Rhein) war ein deutscher Jurist und Politiker (Zentrum, später CDU).

## Leben und Beruf
Reichert wurde als Sohn eines Oberpostinspektors geboren. Nach dem Abitur 1914 am Humanistischen Gymnasium in Kaiserslautern begann er ein Studium der Rechts- und Staatswissenschaften an der Ludwig-Maximilians-Universität München. Dieses musste er aber unterbrechen, da er zum Militär eingezogen wurde. Von 1915 bis 1918 nahm er als Soldat am Ersten Weltkrieg teil, zuletzt als Leutnant der Reserve.
Nach dem Kriegsende setzte Reichert sein Studium an den Universitäten in Freiburg im Breisgau und Würzburg fort, das er mit beiden juristischen Staatsexamen sowie 1922 mit der Promotion zum Dr. jur. beendete. Er trat 1923 als Regierungsassessor in den bayerischen Staatsdienst ein, wurde 1925 zum Rechtsrat ernannt und war anschließend als Stadtsyndikus in Ludwigshafen am Rhein tätig. Im Sommer 1938 beteiligte er sich als Reserveoffizier am Einmarsch in das Sudetenland. Von 1939 bis 1945 nahm er als Flak-Offizier am Zweiten Weltkrieg teil, zuletzt als Major und Regimentsadjutant. Während des Krieges wurde er unter anderem in Angers, Brüssel und in den Niederlanden eingesetzt. Bei Kriegsende geriet er in US-amerikanische Gefangenschaft, aus der er im September 1945 entlassen wurde.
Reichert arbeitete seit Oktober 1945 erneut als Rechtsrat in der Ludwigshafener Stadtverwaltung und erhielt im Mai 1948 seine Beförderung zum Oberrechtsrat. Neben seiner beruflichen Tätigkeit war er Leiter der Volkshochschule Ludwigshafen.

## Partei
Während der Zeit der Weimarer Republik schloss Reichert sich der Zentrumspartei an. Er war 1924/25 Vorsitzender des Zentrum-Bezirksverbandes Kaiserslautern und von 1928 bis zur Auflösung der Partei 1933 Vorsitzender des Zentrum-Bezirksverbandes Ludwigshafen-Frankenthal. Im November 1945 war er Gründer der Zentrumspartei in Ludwigshafen. Gegen Ende des gleichen Jahres wechselte er zur neu gegründeten CDP über, aus der später der Landesverband der CDU Rheinland-Pfalz hervorging.

## Abgeordneter
Reichert war 1946/47 Mitglied der Beratenden Landesversammlung des Landes Rheinland-Pfalz und amtierte vom 5. Dezember 1946 bis zum 18. Mai 1947 als deren Präsident.

## Öffentliche Ämter
Reichert war von Dezember 1945 bis zu seinem Tode Ehrenamtlicher Bürgermeister der Stadt Ludwigshafen.

## Ehrungen
- Bürgermeister-Ludwig-Reichert-Haus in Ludwigshafen